# Кубок европейских чемпионов по волейболу среди женщин 1968/1969
9-й розыгрыш Кубка европейских чемпионов по волейболу среди женщин проходил с 4 января по 12 июня 1969 года с участием 18 клубных команд стран-членов Европейской комиссии волейбола (ЕКВ). Победителем турнира в 5-й раз в своей истории и во 2-й раз подряд стала советская команда «Динамо» (Москва).

## Команды-участницы
| Страна       | Команда                         |                                           |
| ------------ | ------------------------------- | ----------------------------------------- |
| Австрия      | «Блау-Гельб» (Вена)             | Чемпион Австрии 1968                      |
| Албания      | «17 Нентори» (Тирана)           | Чемпион Албании 1968                      |
| Бельгия      | ВОГ (Остенде)                   | Чемпион Бельгии 1968                      |
| Болгария     | «Академик» (София)              | Чемпион Болгарии 1968                     |
| Венгрия      | «Уйпешти Дожа» (Будапешт)       | Чемпион Венгрии 1968                      |
| Израиль      | «Хапоэль» (Ха-Мапил)            | Чемпион Израиля 1968                      |
| Италия       | «Макс Мара» (Реджо-нель-Эмилия) | Чемпион Италии 1968                       |
| Нидерланды   | «Валбовол» (Вурден)             | Чемпион Нидерландов 1968                  |
| Польша       | «Старт» (Лодзь)                 | Чемпион Польши 1968                       |
| Португалия   | «Бенфика» (Лиссабон)            | Чемпион Португалии 1968                   |
| Румыния      | «Рапид» (Бухарест)              | Чемпион Румынии 1968                      |
| СССР         | «Динамо» (Москва)               | победитель розыгрыша Кубка чемпионов 1968 |
| СССР         | ЦСКА (Москва)                   | Чемпион СССР 1968                         |
| Турция       | «Фенербахче» (Стамбул)          | Чемпион Турции 1968                       |
| Франция      | «Пари ЮК» (Париж)               | Чемпион Франции 1968                      |
| Чехословакия | «Славия» (Братислава)           | Чемпион Чехословакии 1968                 |
| Швейцария    | «Уни» (Базель)                  | Чемпион Швейцарии 1968                    |
| Югославия    | «Партизан» (Белград)            | Чемпион Югославии 1968                    |

## Система проведения розыгрыша
В турнире принимали участие команды 17 стран-членов ЕКВ (17 чемпионов своих стран и московское «Динамо» в качестве действующего обладателя Кубка). На всех стадиях розыгрыша применялась система плей-офф.
Жеребьёвка соревнований прошла 5 ноября 1968 года.

## 1-й раунд
4—26.01.1969
 ВОГ (Остенде) —  «Валбовол» (Вурден)
.. января. 3:1.
26 января. 0:3 (4:15, 7:15, 1:15).
 «17 Нентори» (Тирана) —  «Фенербахче» (Стамбул)
4 января. 3:0 (15:11, 15:7, 15:12).
19 января. 3:2 (10:15, 13:15, 15:2, 15:7, 15:13).
От участия в 1-м раунде освобождены:
| «Блау-Гельб» (Вена) «Академик» (София) «Уйпешти Дожа» (Будапешт) «Хапоэль» (Ха-Мапил) «Макс Мара» (Реджо-нель-Эмилия) «Старт» (Лодзь) «Бенфика» (Лиссабон) | «Рапид» (Бухарест) «Динамо» (Москва) ЦСКА (Москва) «Пари ЮК» (Париж) «Славия» (Братислава) «Уни» (Базель) «Партизан» (Белград) |

## 1/8-финала
8.02—8.03.1969
 «Динамо» (Москва) —  «Уйпешти Дожа» (Будапешт) 
.. февраля. 3:0.
27 февраля. 3:1.
 «17 Нентори» (Тирана) —  «Рапид» (Бухарест)
8 февраля. 0:3 (6:15, 4:15, 7:15).
23 февраля. 0:3 (0:15, 5:15, 2:15).
 «Академик» (София) —  «Партизан» (Белград) 
 ?:?
 ?:?
 «Валбовол» (Вурден) —  «Макс Мара» (Реджо-нель-Эмилия) 
1 марта. 3:0 (15:9, 15:13, 15:10).
8 марта. 1:3 (3:15, 7:15, 15:6, 5:15).
 «Уни» (Базель) —  ЦСКА (Москва)
8 февраля.0:3.
.. февраля. 0:3.
 «Пари ЮК» (Париж) —  «Старт» (Лодзь)
24 февраля. 0:3 (6:15, 8:15, 3:15).
28 февраля. 0:3 (3:15, 4:15, 4:15).
 «Бенфика» (Лиссабон) —  «Славия» (Братислава)
.. февраля. 0:3 (3:15, 6:15, 9:15).
15 февраля. 0:3 (2:15, 1:15, 4:15).
 «Хапоэль» (Ха-Мапил) —  «Блау-Гельб» (Вена)
.. февраля. 3:0.
2 марта. 3:1.

## Четвертьфинал
4.03—5.04.1969
 «Динамо» (Москва) —  «Рапид» (Бухарест) 
3:2.
30 марта. 3:1 (15:5, 15:13, 14:16, 15:0).
 «Валбовол» (Вурден) —  «Академик» (София)
29 марта. 1:3 (9:15, 15:13, 7:15, 8:15).
5 апреля. 0:3 (11:15, 6:15, 10:15).
 ЦСКА (Москва) —  «Старт» (Лодзь) 
23 марта.3:0 (15:4, 15:7, 15:7).
26 марта. 3:0.
 «Славия» (Братислава) —  «Хапоэль» (Ха-Мапил)
4 марта. 3:0 (15:1, 15:4, 15:3).
.. марта. ?:?

## Полуфинал
...04—6.05.1969
 «Динамо» (Москва) —  «Академик» (София) 
.. апреля. 3:0.
4 мая. 3:1.
 ЦСКА (Москва) —  «Славия» (Братислава)
.. апреля.3:1.
6 мая. 3:0 (15:11, 15:9, 15:11).

## Финал
июнь 1969
 «Динамо» (Москва) —  ЦСКА (Москва) 
11 июня. 3:2 (15:3, 15:3, 12:15, 6:15, 15:9).
12 июня. 3:1.

## Итоги

### Призёры
| «Динамо» (Москва) |
| ЦСКА (Москва)     |